# Hyposmocoma complanella
Hyposmocoma complanella — вид бабочек эндемичного для Гавайских островов рода Hyposmocoma в составе семейства Роскошные моли

## Распространение
Эндемик острова Молокаи. Обитает в горах на высоте более 1000 метров.

## Синонимы
- Neelysia complanella (Walsingham, 1907)